# گیاگاراماخی
گیاگاراماخی (به لاتین: Giyagaramakhi) یک منطقهٔ مسکونی در روسیه است که در شهرستان آگولسکی واقع شده‌است.